# Giuseppe Bevilacqua (commediografo)
Giuseppe Bevilacqua (Vicenza, 16 luglio 1891 – Milano, 5 aprile 1951) è stato un commediografo italiano.

## Biografia
Giuseppe Bevilacqua fu un commediografo nato a Vicenza nel 1891.
Esordì giovanissimo con un'opera in lingua veneta, intitolata L'onor de Marina (1912) e ottenne il primo significativo successo con un altro copione in dialetto, El vestito de Arlechin (1927).
Bevilacqua scrisse anche commedie in italiano, tra le quali Le farfalle dalle ali di fuoco (1929).
Le sue commedie si caratterizzarono per la descrizione e l'approfondimento dei temi attuali e non facili, svolti con originalità.
Notturno del tempo nostro (1933) si rivelò un lavoro basato su una morale ironica della spregiudicatezza femminile, invece Il giorno non è venuto (rappresentato nel 1948, ma pubblicato l'anno seguente), inaugurò una serie di drammi incentrati sulla problematica della bomba atomica e sulla responsabilità della scienza.
Bevilacqua appartenne a quella generazione di commediografi e drammaturghi creatori di un teatro dalle classiche tradizioni, e che non si lasciò influenzare troppo dai rinnovamenti, e che negli anni trenta furono rappresentati e premiati con onorificenze. Tra i colleghi che condivisero con Bevilacqua alcune caratteristiche stilistiche si possono menzionare Lucio D'Ambra, Sabatino Lopez, Alberto Colantuoni, Carlo Veneziani, Aldo De Benedetti, Alessandro De Stefani, Sergio Pugliese, Vincenzo Tieri, Giuseppe Romualdi, Giuseppe Adami.
Giuseppe Bevilacqua collaborò, dal 1929 al 1934, con una delle prime riviste italiane per lo spettacolo del Novecento, a cura di Gino Santoro, intitolata Comoedia (1919-1934).
Giuseppe Bevilacqua morì a Milano nel 1951.

## Opere
- L'onor de Marina (1912);
- El vestito de Arlechin (1927);
- Le farfalle dalle ali di fuoco (1929);
- Notturno del tempo nostro (1933);
- Il giorno non è venuto (1948).